# Écu á la couronne
L'écu á la couronne è stata una moneta d'oro francese. Si tratta di una delle numerose varianti dell'écu d'oro, una moneta coniata in Francia dal 1336 al 1640.
L'écu á la couronne fu coniato dal 1384 ed imitato in molti paesi europei dove prese il nome di corona.

## Storia
La moneta fu emessa da Carlo VI nel 1384, per un valore di 22 sol e 6 denier tournois. Prese il nome dalla corona (couronne) posta al dritto sopra lo stemma di Francia. Sotto Carlo ne furono battuta cinque emissioni fino al 1411, con il titolo sempre a 24 K ma di peso progressivamente diminuito da 4,08g a 3,82. La sesta emissione del 1419 ebbe una diminuzione sia del titolo a 23kt che del peso a 3,65g ma contestualmente il valore crebbe a 30 sol, cioè una livre tournois e mezzo. Ci fu un'ulteriore emissione nel 1420 a Parigi e Tournai a peso ulteriormente ridotto. Nel dicembre dello stesso anno ci fu l'ultima emissione di Carlo VI con un peso questa volta di 3,71g, un titolo di 24kt ed il corso fu riportato al valore del 1385 di 22s 6d.
Una tipica moneta di Carlo VI ha al dritto la legenda "KAROLVS DEI GRACIA FRANCORVM REX", (Carlo per grazia di Dio re dei Francesi) e lo stemma coronato di Francia con i tre gigli. Al rovescio "XPC VINCIT XPC REGNAT XPC INPERAT" ed una croce fiorita e fogliata, gigli nei quarti, dentro un quadrilobo con corone nei quarti.
Sotto il regno di Carlo VI fu coniato anche il petit écu couronné ed il demi-écu heaumé.
Questa moneta fu coniata anche sotto Carlo VII (1422 - 1461). Ne aveva coniate tre emissioni in qualità di delfino dal 1419 al 1421. Sotto il suo regno ci furono almeno sei diverse emissioni con variazioni del titolo e del peso: il primo scese a 18kt ed il secondo a 3,49 grammi. Nel 1436 ci fu una nuova emissione con un écu detto écu neuf.